# Rautahat (district)

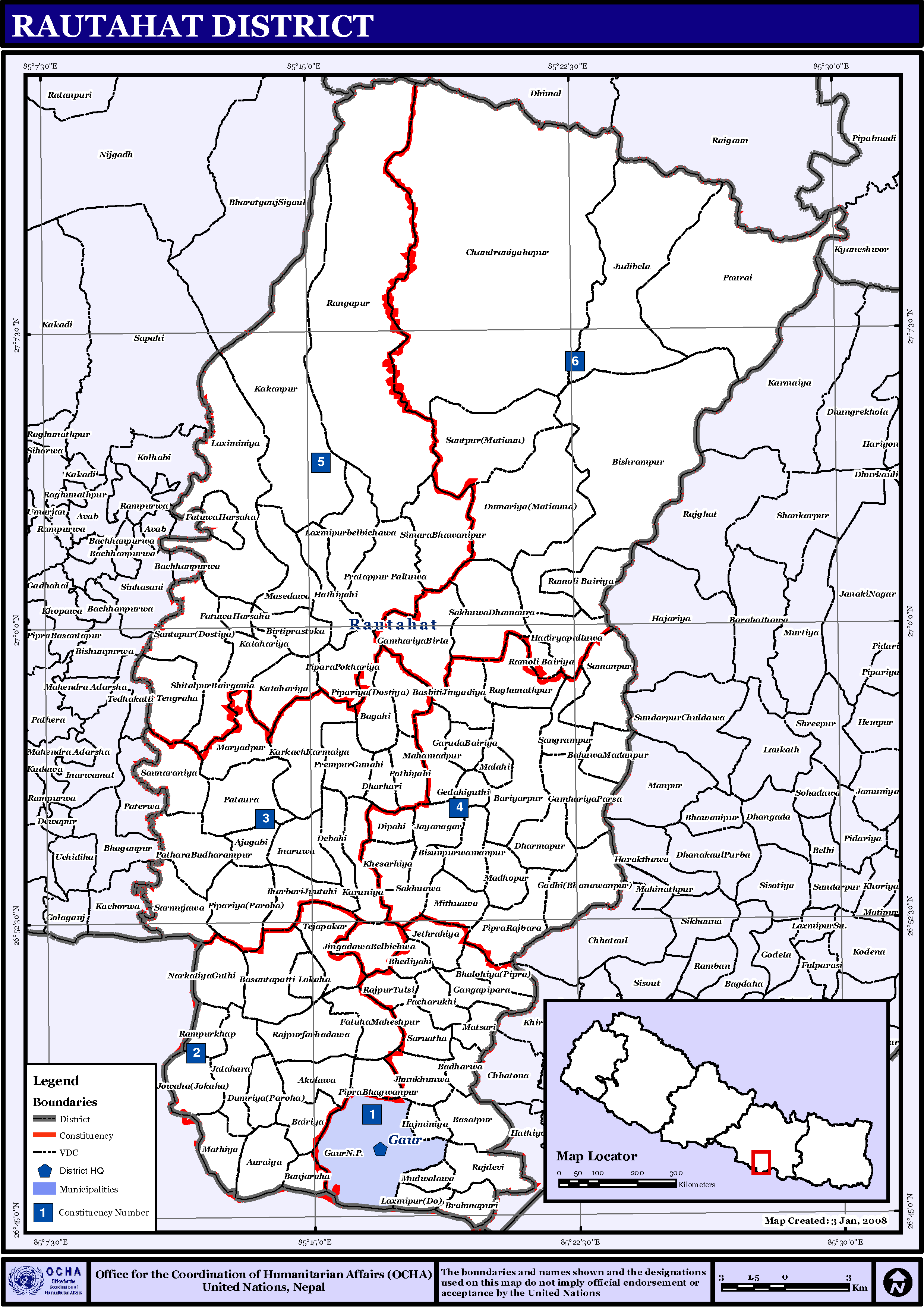
Kaart van Rautahat

Rautahat (Nepalees: रौतहट) is een van de 75 districten van Nepal. Het district is gelegen in de bestuurlijke zone Narayani en de hoofdstad is Gaur.

## Demografie
Volgens de volkstelling van 2011 telt het district Rautahat 686.722 inwoners in 106.668 huishoudens. Het district heeft de hoogste gemiddelde huishoudensgrootte in Nepal, met 6,44 personen per huishouden.
| Volkstelling | Totale bevolking |
| ------------ | ---------------- |
| 1981         | 332.526          |
| 1991         | 414.005          |
| 2001         | 545.132          |
| 2011         | 686.722          |

De meerderheid van de bevolking is hindoeïstisch (78%). Het district heeft een relatief grote moslimminderheid (20%). Verder is zo'n 2% boeddhistisch.

## Stedenendorpscommissies[3][4]
- Stad: Nepalees: nagarpalika of N.P.; Engels: municipality;
- Dorpscommissie: Nepalees: panchayat; Engels: village development committee of VDC.

- Steden (1): Gaur.
- Dorpscommissies (96): Ajagabi, Akolawa, Auraiya, Badharwa, Bagahi, Bahuwa Madanpur (of: Baluwa Madanpur), Bairiya, Banjaraha, Bariyarpur, Basantapatti, Basatpur, Basbiti Jingadiya, Bhalohiya (Pipra), Bhediyahi, Birtiprastoka, Bishrampur, Bisunpurwa Manpur, Brahmapuri, Chandranigahapur, Debahi, Dharampur, Dharhari, Dipahi, Dumariya (Matiauna), Dumriya (Paroha), Fatuha Maheshpur, Fatuwa Harsaha, Gadhi (of: Gadhi Bhanawanpur), Gamariya Birta (of: Gamhariya Birta), Gamhariya Parsa, Gangapipra (of: Gangapipara), Garuda Bairiya, Gedahiguthi, Hadirya Paltuwa, Hajminiya, Hathiyahi, Iharbari Jyuthahi (of: Iharbari Jyutahi), Inaruwa, Jatahara, Jayanagar, Jethrahiya, Jhunkhunwa, Jingadawa Belbichwa, Jowaha (Jokaha), Judibela, Kakanpur, Karkach Karmaiya, Karuniya, Katahariya, Khesarhiya, Laximpur Belbichawa, Laximpur(Do), Laxminiya (of: Laxminiya Do.), Lokaha, Madhopur, Mahamadpur, Malahi, Maryadpur, Masedawa, Mathiya, Matsari, Mithuwa, Mudwalawa, Narkatiya Guthi, Pacharukhi, Pataura, Pathara Budharampur (of: Pathara Budharam), Paurai, Pipara Pokhariya, Pipara (Paroha) (of: Pipariya (Paroha)), Pipariya (Dostiya), Pipra Bhagwanpur, Pipra Rajbara, Pothiyahi, Pratappur Paltuwa, Prempur Gunahi, Raghunathpur, Rajdevi, Rajpur Farahadawa (of: Rajpur Farhadawa), Rajpur Tulsi, Ramoli Bairiya, Rampur Khap, Rangapur, Sakhuawa, Sakhuwa Dhamaura, Samanpur, Samrujawa, Sangrampur, Santapur (Dostiya), Santapur (Matiaun), Saruatha, Saunaraniya, Shitalpur Bairgania, Simara Bhawanipur, Tejapakar, Tengraha.

Achham · 
Arghakhanchi · 
Baglung · 
Baitadi · 
Bajhang · 
Bajura · 
Banke · 
Bara · 
Bardiya · 
Bhaktapur · 
Bhojpur · 
Chitwan · 
Dadeldhura · 
Dailekh · 
Dang · 
Darchula · 
Dhading · 
Dhankuta · 
Dhanusa · 
Dolkha · 
Dolpa · 
Doti · 
Gorkha · 
Gulmi · 
Humla · 
Ilam · 
Jajarkot · 
Jhapa · 
Jumla · 
Kailali · 
Kalikot · 
Kanchanpur · 
Kapilvastu · 
Kaski · 
Kathmandu · 
Kavrepalanchok · 
Khotang · 
Lalitpur · 
Lamjung · 
Mahottari · 
Makwanpur · 
Manang · 
Morang · 
Mugu · 
Mustang · 
Myagdi · 
Nawalparasi · 
Nuwakot · 
Okhaldhunga · 
Palpa · 
Panchthar · 
Parbat · 
Parsa · 
Pyuthan · 
Ramechhap · 
Rasuwa · 
Rautahat · 
Rolpa · 
Rukum · 
Rupandehi · 
Salyan · 
Sankhuwasabha · 
Saptari · 
Sarlahi · 
Sindhuli · 
Sindhulpalchok · 
Siraha · 
Solukhumbu · 
Sunsari · 
Surkhet · 
Syangja · 
Tanahu · 
Taplejung · 
Terhathum · 
Udayapur